# Martín Ríos
Martín Miguel Ríos (* 7. července 1978 Rosario) je bývalý argentinský zápasník – judista.

## Sportovní kariéra
S judem začínal v 5 letech v rodném Rosariu v provincii Santa Fe. Vrcholově se připravoval v Buenos Aires ve sportovním tréninkovém centru CeNARD pod vedením Luise Beníteze. V argentinské mužské reprezentaci se pohyboval od roku 1997 v pololehké váze do 66 (65) kg. V roce 1999 zvítězil na Panamerických hrách v kanadském Winnipegu. V roce 2000 startoval na olympijských hrách v Sydney, kde prohrál v úvodním kole na wazari-ippon s Islamem Macijevem z Ruska. Od roku 2001 přestoupil do vyšší lehké váhy do 73 kg, ve které se v argentinské reprezentaci neprosadil. Sportovní kariéru ukončil v roce 2007.

## Výsledky
| Turnaj                  | 1996           | 1997           | 1998           | 1999           | 2000           |
| Turnaj                  | 18             | 19             | 20             | 21             | 22             |
| Turnaj                  | pololehká váha | pololehká váha | pololehká váha | pololehká váha | pololehká váha |
| ----------------------- | -------------- | -------------- | -------------- | -------------- | -------------- |
| Olympijské hry          | —              |                |                |                | úč.            |
| Mistrovství světa       |                | —              |                | úč.            |                |
| Panamerické hry         |                |                |                | 1.             |                |
| Panamerické mistrovství | —              | 2.             | 3.             | —              | —              |
| Jihoamerické hry        |                |                | ?              |                |                |
| MS juniorů              | úč.            |                |                |                |                |